# هفتمین دوره جوایز بفتا
 هفتمین دوره جوایز بفتا (به انگلیسی: 7th British Academy Film Awards) که در سال ۱۹۵۴ توسط آکادمی بریتانیایی هنرهای فیلم و تلویزیون اهدا شد، به برترین فیلم‌های سال ۱۹۵۳ اختصاص داشت. 

## جوایز و نامزدها
| ۱۹۵۳ 7th                 |                                |                      |
| بهترین بازیگر بریتانیایی |                                |                      |
| جان گیلگد                | Julius Caesar                  | Cassius              |
| جک هاوکینز               | The Cruel Sea                  | George Ericson       |
| تروور هاوارد             | The Heart of the Matter        | Harry Scobie         |
| Duncan Macrae            | The Kidnappers                 | Jim MacKenzie        |
| کنث مور                  | Genevieve                      | Ambrose Claverhouse  |
| بهترین بازیگر خارجی      |                                |                      |
| مارلون براندو            | Julius Caesar                  | مارکوس آنتونیوس      |
| ادی آلبرت                | تعطیلات در رم                  | Irving Radovich      |
| وان هفلین                | شین                            | Joe Starrett         |
| کلود لیدو                | خاطرات یک کشیش روستا           | Priest of Ambricourt |
| Marcel Mouloudji         | Nous sommes tous des assassins | René Le Guen         |
| گریگوری پک               | تعطیلات در رم                  | Joe Bradley          |
| اسپنسر تریسی             | The Actress                    | Clinton Jones        |

- بهترین بازیگر نقش اول زن خارجی  لزلی کارون
- بهترین بازیگر نقش اول زن بریتانیا  آدری هپبورن
- بهترین فیلم بازی ممنوع
- بهترین فیلم بریتانیا  ژنویو
- بهترین فیلم مستند  از فتح اورست
- جایزه سازمان ملل متحد  جهان بدون پایان
- جایژه ویژه فیلم  عاشقانه از حمل و نقل در کانادا